# Библиотечный коллектор
Библиотечный коллектор — в СССР специализированное книготорговое учреждение, в функции которого входят снабжение библиотек литературой и предметами библиотечной техники, библиотечная обработка книг, оказание консультационно-библиографической помощи библиотекам в комплектовании их фондов.

## История
Деятельность библиотечных коллекторов началась после декрета СНК «О централизации библиотечного дела в РСФСР» от 3 ноября 1920 года. Первая сеть коллекторов-распределителей, созданная в системе Главполитпросвета, включала Центральный библиотечный коллектор и библиотечные коллекторы на местах, которые осуществляли централизованное бесплатное распределение литературы между библиотеками по разнарядкам.
С начала 1921 в связи с введением платности произведений печати и организацией книготорговли большинство коллекторов-распределителей прекратило деятельность. Издательства, профсоюзы и другие организации начали создавать свои библиотечные коллекторы. В постановлении ЦК РКП (б) «О деревенских библиотеках и популярной литературе для снабжения библиотек» (1925) предусматривалась организация книжных баз для комплектования сельских библиотек платной литературой.
В 1931 году постановление ЦК ВКП (б) «Об издательской работе», установило новый порядок книгораспространения через созданное в системе ОГИЗа Книготорговое объединение государственных издательств (КОГИЗ), в которое вошла сеть библиотечных коллекторов. Дальнейшее развитие библиотечных коллекторов осуществлялось в системе органов управления книжной торговли.
С 1964 сеть библиотечных коллекторов находилась в ведении Всесоюзного объединения книжной торговли «Союзкнига». На 1972 в СССР имелись 153 библиотечных коллектора. В 1971 библиотечные коллекторы СССР комплектовали фонды свыше 221 000 библиотек (за 1971 год отправлено 150 миллионов экземпляров книг на сумму 65 млн руб.).
До 1991 года для большинства массовых (ныне муниципальных) и научных библиотек библиотечный коллектор являлся главным источником получения литературы. Его доля в комплектовании библиотек составляла от 20 до 80 %. В СССР библиотечные коллекторы обслуживали 91 % библиотек страны, их товарооборот составлял около 20 % общего книготоргового оборота.
В 1991 году библиотечные коллекторы были уравнены в своем статусе с другими предприятиями книжной торговли, то есть стали коммерческими организациями. В первой половине 1990-х годов библиотеки не могли расплачиваться с коллекторами за необходимые издания, так как не получали средства для комплектования фондов. Система библиотечных коллекторов была разрушена, и практически все коллекторы были закрыты. Попытка перевести библиотечные коллекторы в рыночные условия не дала экономического эффекта.

## Цели
Целью создания библиотечных коллекторов было снабжение библиотек новой литературой в соответствии с их заказами, пополнение фондов библиотек (по возможности) изданиями прошлых лет, оказание библиотекам консультационно-библиографической помощи по вопросам первичного отбора, осуществление обработки отправляемых книг, обеспечение библиотек предметами библиотечной техники (ярлыками, кармашками, бланками учётных форм и т. д.).

## Виды
Коллекторы были универсальными (обслуживали библиотеки всех типов и видов независимо от их ведомственной принадлежности) и специальными (обслуживали библиотеки только определённых типов и видов). Основным типом библиотечных коллекторов являлся областной (краевой, республиканский) коллектор, обслуживающий все местные библиотеки, независимо от их вида. Кроме того, существовали библиотечные коллекторы для технических, школьных и детских библиотек, а также Центральный коллектор научных библиотек в Москве, снабжающий научные и специальные библиотеки полным или дробным платным обязательным экземпляром. Кроме того, имелись коллекторы системы Военкниги, снабжавшие литературой библиотеки Советской Армии и Военно-Морского флота СССР.